# Jean Jacques Schwaab
Pour les articles homonymes, voir Schwaab.
Jean Jacques Schwaab, né le 31 décembre 1948, est une personnalité politique suisse membre du Parti socialiste.

## Biographie
Après avoir suivi des études de droit à Lausanne, il obtient un doctorat en droit grâce à une thèse de doctorat consacrée à l'obligation de témoigner et de produire des pièces en procédures civile et pénale. En 1974, il est greffier en titre du Tribunal de Vevey-Lavaux avant d'obtenir son brevet d'avocat.
De 1986 à 1994, il est député au Grand Conseil du canton de Vaud, dont il assume la présidence en 1991. Le 20 mars 1994 il est élu au Conseil d'État au terme du second tour des élections cantonales. Avec son élection, le conseil d'État compte deux catholiques en son sein pour la première fois depuis 1809, le premier étant le radical Charles Favre. Il prend en charge le département de l’instruction publique et des cultes, jusque-là bastion du Parti radical-démocratique. En juin 1995, son collaborateur personnel, Pierre-Yves Maillard, démissionne en raison des orientations prises par le programme d'économie du gouvernement vaudois, baptisé Orchidée II. En septembre de la même année, il nomme le canadien William Ewing à la tête du Musée de l'Élysée pour succéder à Charles-Henri Favrod. Lors des élections cantonales de mars 1998, il se retire à l'issue du premier tour en raison de son mauvais score.
De 1999 à 2003, il est élu au Conseil national. Une étude réalisée par l'université de Fribourg fin 2000 le classe comme le plus à droite des parlementaires de gauche,. Il siège au sein de la commission de gestion.